# 劉道亨
劉道亨（1552年—？），字時濟，號仰岡，直隸保定府新城縣岱上里人，民籍，明朝政治人物。

## 生平
萬曆四年（1576年）丙子科順天鄉試第二十六名舉人，十四年（1586年）中式丙戌科會試第六十九名，三甲第一百五十三名進士。工部觀政，授安陽縣知縣，二十年（1592年）十月升刑科給事中，二十一年（1593年）丁母憂，服闋，二十三年（1595年）起為吏科給事中，巡視京營，二十五年（1597年）巡視庫藏，二十六年（1598年）謫樂清縣主簿，同年丁父憂，致仕歸里。

## 家族
曾祖劉大賢；祖父劉鉞；父劉宗伋，字子中，號北岡。母王氏；繼母田氏。具慶下。弟劉道東、劉道凝。